# Besos en la nieve
Besos en la nieve es una película española de intriga romántica estrenada en 1932 y dirigida por José María Beltrán.
Fue rodada en los Estudios CEA de Ciudad Lineal de Madrid, protagonizada por el barítono Pedro Terol y Carmen de Navascués. 
La acción se desarrolla en la estación de esquí de Guadarrama y las canciones interpretadas por ambos protagonistas, según la partitura del maestro Luis Patiño juegan un papel importante en el desarrollo de la película. Sus títulos son: Besos en la nieve y Quiero un muñeco.
En las escenas de esquí, la protagonista no tuvo que ser sustituida por ninguna doble ya que había sido campeona de esquí de Castilla.